# Prosopocera humeralis
Prosopocera humeralis là một loài bọ cánh cứng trong họ Cerambycidae.